# Verrallina variabilis
Verrallina variabilis är en tvåvingeart som beskrevs av Huang 1968. Verrallina variabilis ingår i släktet Verrallina och familjen stickmyggor. Inga underarter finns listade i Catalogue of Life.